# Parafia Przemienienia Pańskiego w Radomyślu Wielkim
Parafia pw. Przemienienia Pańskiego w Radomyślu Wielkim – parafia rzymskokatolicka znajdująca się w diecezji tarnowskiej w dekanacie Radomyśl Wielki. Erygowana w 1599. Mieści się przy ulicy Piłsudskiego. Prowadzą ją księża diecezjalni.

## Historia
Parafię erygował 7 lipca 1599 roku kardynał Jerzy Radziwiłł. 
Do parafii należy Kościół Przemienienia Pańskiego i Najświętszej Maryi Panny w Radomyślu Wielkim przy ulicy Rolnej. 